# Механічна система
Механі́чна систе́ма — сукупність матеріальних точок або тіл, рух яких є взаємопов'язаним. Звідси випливає, що рух кожної точки або тіла системи залежить як від розташування, так і від руху решти точок (тіл) системи.

## Загальні положення
У техніці до механічних систем належать будь-які механічні агрегати чи конструкції. Абсолютно тверде тіло є частковим випадком механічної системи, у якій віддаль між точками, що входять до її складу, не змінюється.
Вибір механічної системи залежить від спостерігача, оскільки, вивчаючи рух будь-якого механізму, можна залежно від характеру поставленого завдання прийняти за механічну систему як весь механізм в цілому, так і будь-яку його ланку.
Умови, що обмежують свободу руху точок системи, називають в'язями (гнучкі, ідеально гладкі поверхні, шарнірні тощо).
У динаміці розрізняють змінювані й незмінні системи. Система називається незмінюваною, якщо точки її не переміщаються одна відносно одної та змінюваною, якщо точки системи переміщаються одна відносно одної. Будь-яке абсолютно тверде тіло можна розглядати як незмінювану систему. Прикладом змінюваної системи є деформівне (не абсолютно тверде) тіло та різноманітні механізми.

## Класифікація сил, що діють на систему
У динаміці, сили, які діють на механічну систему, поділяються на зовнішні {\displaystyle {\overline {F}}^{e}}та внутрішні {\displaystyle {\overline {F}}^{i}}.
Зовнішніми силами є сили, які діють на точки системи з боку точок або тіл, що не входять до складу системи.
Внутрішніми силами називаються сили, з якими точки або тіла системи взаємодіють між собою.
Такий розподіл сил є умовним і залежить від того, яка механічна система розглядається. Наприклад, якщо розглядається рух планет сонячної системи, то сила тяжіння між Землею та Сонцем буде внутрішньою; якщо розглядається рух системи Земля-Місяць, то для цієї системи та ж сила буде зовнішньою.

## Властивості внутрішніх сил системи
Внутрішні сили мають такі властивості:
1. Геометрична сума (головний вектор) всіх внутрішніх сил системи дорівнює нулю
{\displaystyle \sum _{k=1}^{n}{\overline {F}}_{k}^{i}=0.}
2. Сума моментів (головний момент) всіх внутрішніх сил системи відносно будь-якого центру дорівнює нулю
{\displaystyle \sum _{k=1}^{n}{\overline {m}}_{O}\left({\overline {F}}_{k}^{i}\right)=0.}
Наведені властивості внутрішніх сил безпосередньо випливають із третього закону динаміки (рівності дії й протидії). Але оскільки внутрішні сили попарно прикладені до різних матеріальних точок або тіл, то вони не є зрівноваженими й можуть викликати взаємні переміщення точок системи. Врівноваженою є лише сукупність внутрішніх сил в абсолютно твердому тілі.
Ці властивості суттєво спрощують дослідження питань, що стосуються до механічних систем, тому що вони дозволяють в деяких випадках не брати до уваги внутрішні сили системи.

## Центр мас системи матеріальних точок
Коли система складається з дуже великого числа матеріальних точок, то вивчити її рух складно і навіть іноді неможливо. У таких випадках розглядається рух всієї системи як єдиного цілого. З цією метою і вводиться поняття центру мас.
Розглянемо систему, що складається з n матеріальних точок масами {\displaystyle m_{1},m_{2},\ldots m_{n}} вагою {\displaystyle {\overline {P}}_{1},{\overline {P}}_{2},\ldots {\overline {P}}_{n}}, і яка перебуває лише під дією сил тяжіння.
З курсу механіки (статики) відомо, що усі ці сили {\displaystyle {\overline {P}}_{i}} можна замінити однією силою, прикладеною у точці C, що має назву центру паралельних сил. Координати цієї точки можна визначити за формулами:
{\displaystyle x_{C}={\frac {\sum _{i=1}^{n}m_{i}x_{i}}{M}};y_{C}={\frac {\sum _{i=1}^{n}m_{i}y_{i}}{M}};z_{C}={\frac {\sum _{i=1}^{n}m_{i}z_{i}}{M}}},
де {\displaystyle m_{i}={\frac {P_{i}}{g}}} — маса i-ї точки;
{\displaystyle M=\sum _{i=1}^{n}m_{i}}.
Ці формули визначають точку С, положення якої вже не залежить від сил, що діють на систему, а залежить лише від положення матеріальних точок системи та від їх мас. Точка С і називається центром мас системи. Рівняння можна записати у векторній формі:
{\displaystyle {\overline {r}}_{c}={\frac {\sum _{i=1}^{n}m_{i}r_{i}}{M}},}
де {\displaystyle r_{i}} — радіус-вектор i-ї точки;
{\displaystyle r_{C}} — радіус-вектор точки C.

## Моменти інерції
Положення центра мас характеризує розподіл мас системи не у повному обсязі. Тому в механіці вводиться ще одна характеристика розподілу мас — момент інерції. Моментом інерції тіла (системи) відносно площини, осі або полюса називають скалярну фізичну величину, що дорівнює сумі добутків маси кожної точки на квадрат відстані цієї точки до площини, осі або полюса відповідно.
{\displaystyle J_{xoy}=\sum _{i=1}^{k}m_{i}z_{i}^{2};J_{xoz}=\sum _{i=1}^{k}m_{i}y_{i}^{2};J_{yoz}=\sum _{i=1}^{k}m_{i}x_{i}^{2}}
{\displaystyle J_{ox}=\sum _{i=1}^{k}m_{i}(y_{i}^{2}+z_{i}^{2});J_{oy}=\sum _{i=1}^{k}m_{i}(x_{i}^{2}+z_{i}^{2});J_{oz}=\sum _{i=1}^{k}m_{i}(x_{i}^{2}+y_{i}^{2})}
{\displaystyle J_{o}=\sum _{i=1}^{k}m_{i}(x_{i}^{2}+y_{i}^{2}+z_{i}^{2})}